# Robert H. Wiebe
Pour les articles homonymes, voir Wiebe.
Robert Huddleston Wiebe, né le 22 avril 1930 et mort le 10 décembre 2000, est un historien américain et auteur à succès spécialisé dans l'histoire des affaires américaines.

## Biographie
Robert H. Wiebe naît le 22 avril 1930 à Amarillo au Texas de Richard Wiebe et de Jean Huddleston Wiebe,. Il est diplômé du Peoria High School en 1948 et du Carleton College en 1951. En 1957, il obtient son PhD à l'Université de Rochester. Il épouse Allene Davis avec qui il a  trois fils. Il enseigne à l'université d'État du Michigan, à l'université Columbia et à l'université Northwestern.
En 1981, il reçoit la bourse Guggenheim. Il occupe également le poste de professeur Pitt d'histoire américaine et des institutions.[réf. souhaitée] Il est membre de l'American Historical Association (AHA) et de l'Organisation of American Historians (OAH).
Robert H. Wiebe meurt le 10 décembre 2000 à Evanston dans l'Illinois.

## Publications
Ses livres ont reçu des critiques majoritairement positives. Certains de ses livres notables sont : 
- Businessmen and Reform: A Study of the Progressive Movement (1962)
- The Search for Order, 1877–1920 (1967)
- The Segmented Society: An Introduction to the Meaning of America (1975)
- The Opening of American Society: From the Adoption of the Constitution to the Eve of Disunion (1984)
- Self-Rule: A Cultural History of American Democracy (1995)
- Who We Are: A History of Popular Nationalism (2002)